# Aoulef (distrito)
Aoulef é um distrito localizado na província de Adrar, no centro-sul da Argélia. Em 2008, sua população era de 54 909 habitantes.

## Comunas
O distrito está dividido em quatro comunas:
- Aoulef
- Akabli
- Timokten
- Tit